# Titanonarke
Genre
Titanonarke est un genre éteint de grandes raies électriques qui a vécu lors de l’Yprésien,. Deux espèces du Monte Bolca, Titanonarke molin et Titanonarke megapterygia, sont connues. L’état exceptionnel de conservation de plusieurs spécimens entiers a permis de reconstituer la vie de ces animaux. Des individus des deux espèces ont été mis au jour à divers stades de l’ontogenèse et avec des parasites isopodes préservés. Un spécimen contenait un embryon qui montrait que Titanonarke était vivipare. Ces espèces semblent avoir vécu en eaux peu profondes près de récifs coralliens, un peu comme les raies modernes. Le contenu de leur estomac montre qu’elles se nourrissaient principalement d’Alveolina, un genre de foraminifères éteints.

## Systématique
Le genre Titanonarke a été créé en 2010 par l'ichtyologiste brésilien Marcelo Rodrigues de Carvalho (d) avec comme espèce type Titanonarke molini.

## Liste d'espèces
- † Titanonarke molini (Marramá et al.) - espèce type
- † Titanonarke megapterygia (Jaekel, 1894)

## Publication originale
- (en) Marcelo R. de Carvalho, 2010 : « Morphology and phylogenetic relationships of the giant electric ray from the Eocene of Monte Bolca, Italy (Chondrichthyes: Torpediniformes) ». p. 183-198 in (en) D. K. Elliott, J.G. Maisey, X. Yu et D. Miao, Morphology, Phylogeny and Paleobiogeography of Fossil Fishes : Honoring Meemann Chang, Munich, Pfeil, Dr. Friedrich, octobre 2010, 412 p. (ISBN 3899371224).